# Jakobikirche (Dresden)

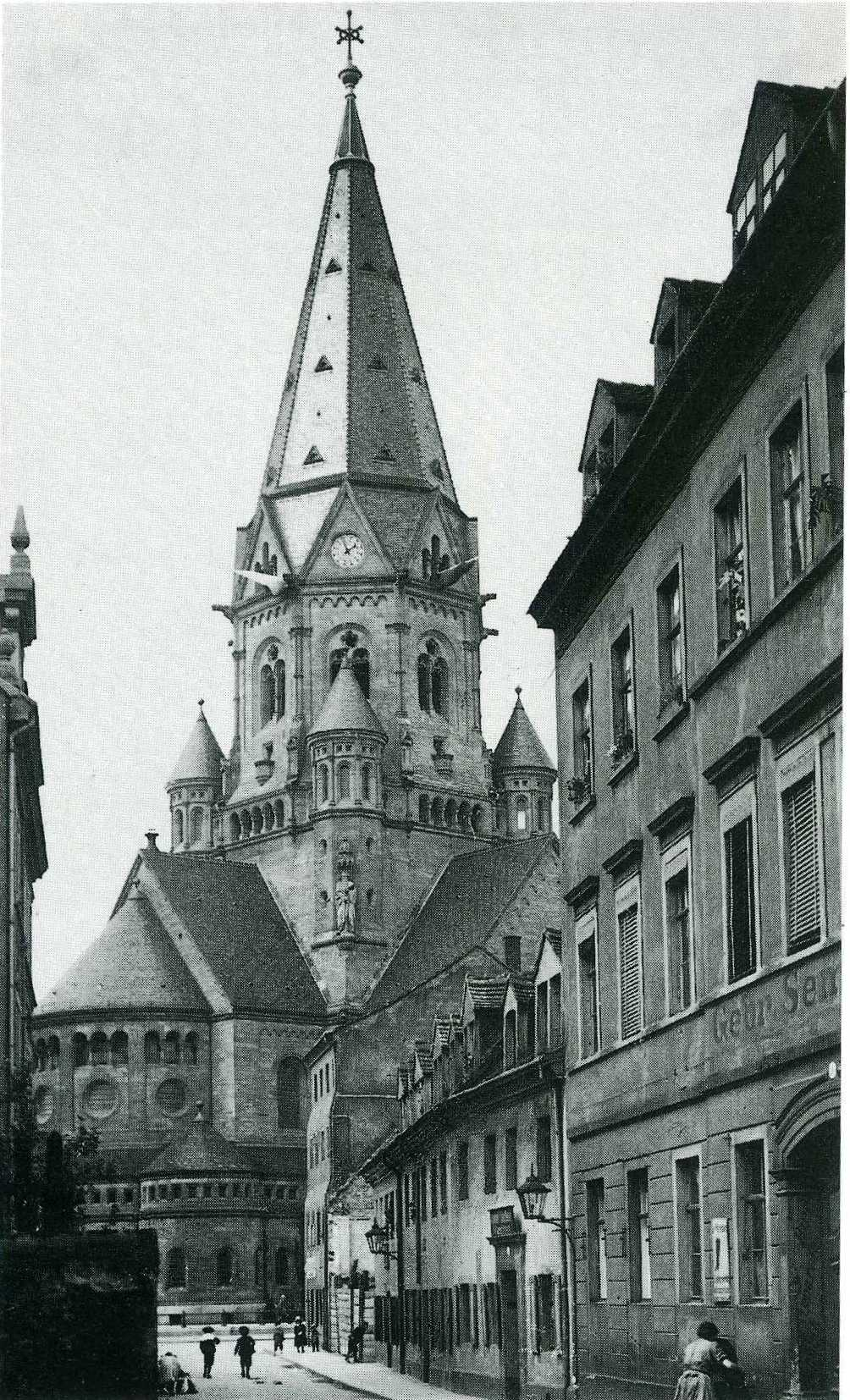
Dresdner Jakobikirche

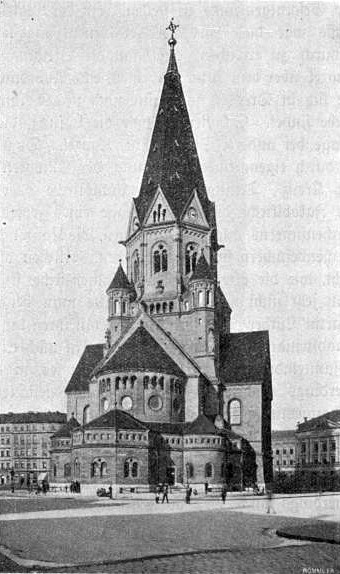
Jakobikirche

Die Jakobikirche in Dresden war ein neoromanischer Kirchenbau der Stadt und wurde in den Jahren 1898 bis 1901 nach Plänen von Jürgen Kröger nach Vorbildern der rheinischen Hochromanik erbaut. Bis zu ihrer Zerstörung 1945 und dem anschließenden Abriss der Ruine in den 1950er Jahren stand sie auf dem Wettiner Platz in der Wilsdruffer Vorstadt. Seit 2011 erinnert eine gestaltete Grünanlage an dieses Sakralgebäude.

## Geschichte

### Stiftskirche als Vorgänger

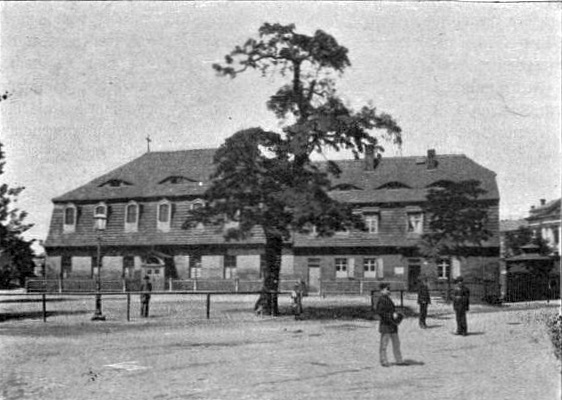
Alte Stiftskirche

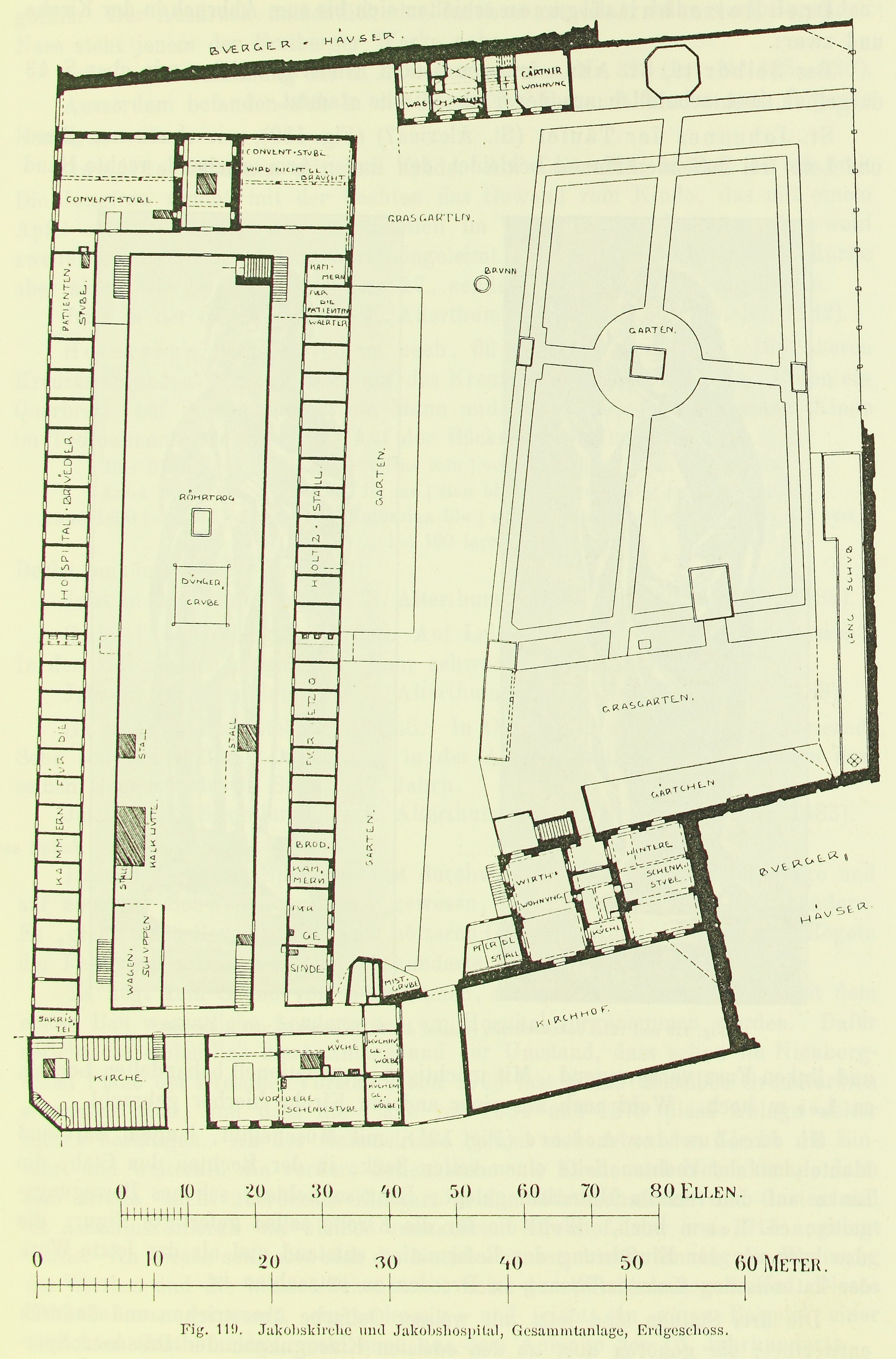
Grundriss der Jakobikirche und des Jakobihospitals

Am heutigen Wettiner Platz stand seit 1568 das „Alte Lazarett“, zu dem ab 1681 eine „besondere Betstube“ gehörte. Diese Betstube wurde später zu einer Kapelle erweitert, ein „ärmlicher Bau von wohnhausähnlichem Aussehen“ dessen Inneneinrichtung aus Resten älterer Altäre und Denkmälern bestanden haben soll. 1738 wurde die Kapelle mit Mitteln der gerade gegründeten Ehrlichschen Stiftung umgebaut, erhöht und mit Emporen versehen und diente nunmehr als Stiftskirche.
Die Einwohner dieses Stadtgebietes gehörten der Annenkirchgemeinde an, die jedoch Mitte des 19. Jahrhunderts mit 41 000 Gemeindegliedern zur größten Parochie Dresdens geworden war. 1884 kam es daher zur Auspfarrung von etwa 15 000 Gemeindegliedern und zur Gründung der Jakobigemeinde. Diese übernahm nun für einige Jahre die baufällige und viel zu kleine Stiftskirche. Der Name Jakobigemeinde erinnert dabei an das alte, aufgegebene Jakobihospital, das zwischen den Straßen Am See, Annenstraße und Jakobigasse gestanden hatte.
In der Stiftskirche wurde am 27. Juni 1897 der letzte Gottesdienst gefeiert. Danach begann sofort der Abbruch.

### Baugeschichte
Die Jakobigemeinde hatte für den Neubau der Kirche einen Architektenwettbewerb ausgeschrieben. Für den Neubau wurden 68 Entwürfe eingereicht. Die Jury entschied sich für die Arbeit des Berliner Architekten Jürgen Kröger (1856–1928).
Der erste Spatenstich für die evangelisch-lutherische Jakobikirche erfolgte am 11. November 1897, die feierliche Grundsteinlegung war am 22. März 1898. Bereits im Winter 1899/1900 waren die äußere Verglasung und die Heizungsanlage fertig gestellt und am 15. Juli 1900 wurde das Kreuz auf die Turmspitze gesetzt, die Weihe war dann zum 1. Advent 1901.
Von 1901 bis 1916 war hier Richard Schmidt Kantor und Organist.

### Baubeschreibung
Der Sakralbau wurde in massivem Sandstein als ein äußerlich sichtbarer Zentralbau geschaffen. Tatsächlich handelte es sich im Inneren um eine kurze dreischiffige Basilika mit einem kurzen Querhaus und einem eingezogenen halbrunden Chor auf einem Grundriss von 55 Metern Länge und 31 Metern Breite. Die Kirche war im neoromanischen Stil vom Berliner Architekten Jürgen Kröger nach dem Typ romanischer Kirchen des Rheinlands geschaffen worden (siehe auch Kaiser-Wilhelm-Gedächtniskirche). Dominierend war der kräftige, achteckige, 80 Meter hohe Mittelturm, der im Inneren aus einer Stahlkonstruktion bestand und den ein Rhombendach umschloss.
Den Innenraum bildeten ein Mittelschiff und zwei Querschiffe mit darüber befindlichen Emporen. Vor einem Triumphbogen führten Stufen zum erhöhten Altarraum, auf denen sich auch die Kanzel aus Terrakotta-Kalkstein befand. Ein Abendmahlrelief schmückte den Altar der Kirche und stammte ursprünglich vom Grabmal des Ritters von Taubenheim. Das aus massivem Eichenholz gefertigte Gestühl bot 1300 Menschen Platz.
Gegenüber dem Altar befand sich die Orgelempore mit Platz für 100 Sänger. Die Orgel mit drei Manualen, 55 Registern und 3708 Orgelpfeifen kam von der Hoforgelfirma Gebrüder Jehmlich aus Dresden, wie überhaupt an dem Bau, der insgesamt 750.000 Mark kostete, nur Dresdner Firmen beteiligt waren.
In der Dresdner Gießerei A. Milde & Co. wurde 1902 ein von Hans Hartmann-MacLean entworfenes und von der Tiedge-Stiftung finanziertes doppeltes Bronzegußportal gegossen. Auf dem erhalten gebliebenen und 1947 geborgenen Portal finden sich vier Felder in Kreuzform. Auf ihnen sind der Sündenfall und die Kreuztragung sowie die Erschaffung Adams und die Himmelfahrt dargestellt.
Das Geläut bestand aus vier Bronzeglocken der Gießerei Bierling aus Dresden in den Tonlagen B, Des, F (Betglocke) und As (Taufglocke).

### Zerstörung und Abriss

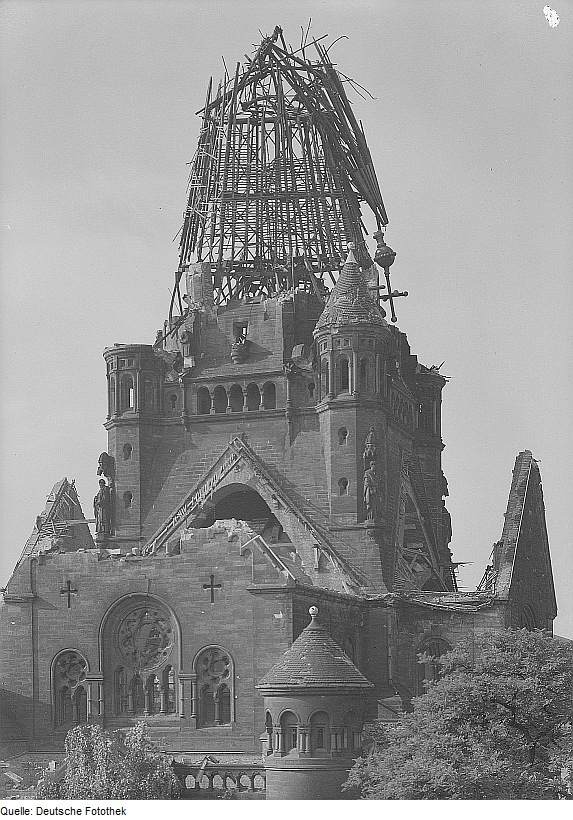
Die kriegszerstörte Ruine wurde trotz ihres wiederaufbaufähigen Erhaltungsgrades 1953 gesprengt.

Am Nachmittag des 17. April 1945 erfolgte einer der schwersten Luftangriffe auf Dresden. Obwohl der Rangierbahnhof Friedrichstadt das Hauptziel war, gab es in den angrenzenden Gebieten große Zerstörungen, wobei zahlreiche Brand- und Sprengbomben die Jakobikirche trafen.
Kircheninspektor Karl Meise berichtete am 19. April in einem Brief über die Zerstörung des Kirchgebäudes: „[…] Das Stahlgerüst des Turmes, soweit Holz darin war, ist ausgebrannt und liegt schief nach rechts vorn auf dem stehengebliebenen Turm, der bis unter die Uhren zusammengebrochen ist. Beide Emporendächer, das Orgelemporendach und das Verbindungsdach zwischen Kirchengewölbe und Altarraumgewölbe sind eingestürzt, ebenso der Chor und beide Emporen. Das Kirchenschiff und die Emporen einschließlich der Orgel sind ausgebrannt, ebenso die Sakristei für die Geistlichen. […] Vor allem besteht die Gefahr, daß der Turm noch einstürzt. […] Im Tresor habe ich die Abendmahlsgeräte belassen und die aus dem Schutt herausgeholten Altarleuchter und das Kruzifix mit untergebracht, […] Die Paramente liegen in dem dazu vorhandenen Schrank, der verschlossen ist. An sonstigem Inventar sind nur noch die Stühle in der Taufkapelle und das Harmonium vorhanden. […]“
In der darauf folgenden Zeit verschafften sich immer wieder Unbefugte Zutritt und nahmen an sich, was sie gebrauchen konnten. Der Rat der Stadt erteilte nach dem Krieg eine Bergungsgenehmigung, woraufhin zunächst im Dezember 1945 die Wandreliefs ausgebaut, später auch noch weitere Ausstattungsgegenstände geborgen wurden. Die Firma Jehmlich Orgelbau Dresden demontierte die noch vorhandene Orgel,  Glocken und Holzreste des Turms wurden noch geborgen. Letzteres konnte für den Dachstuhl der Annenkirche verwendet werden. Die beiden bronzenen Türflügel der Festtür mit den Reliefs von Hans Hartmann-MacLean wurden 1947 eingelagert.
Auch wenn die verbogenen Eisenträger des Turmes noch lange über die Ruine hinausragten, schien das Mauerwerk stabil und in einem verhältnismäßig guten Zustand zu sein. Die Landeskirche hatte jedoch kein Interesse an einem Wiederaufbau, so wurde die Kirchenruine 1953 gesprengt und bis 1955 wurden sämtliche Trümmer beräumt. Die Jakobikirchgemeinde war bereits im August 1945 aufgelöst worden.

## Nachnutzung

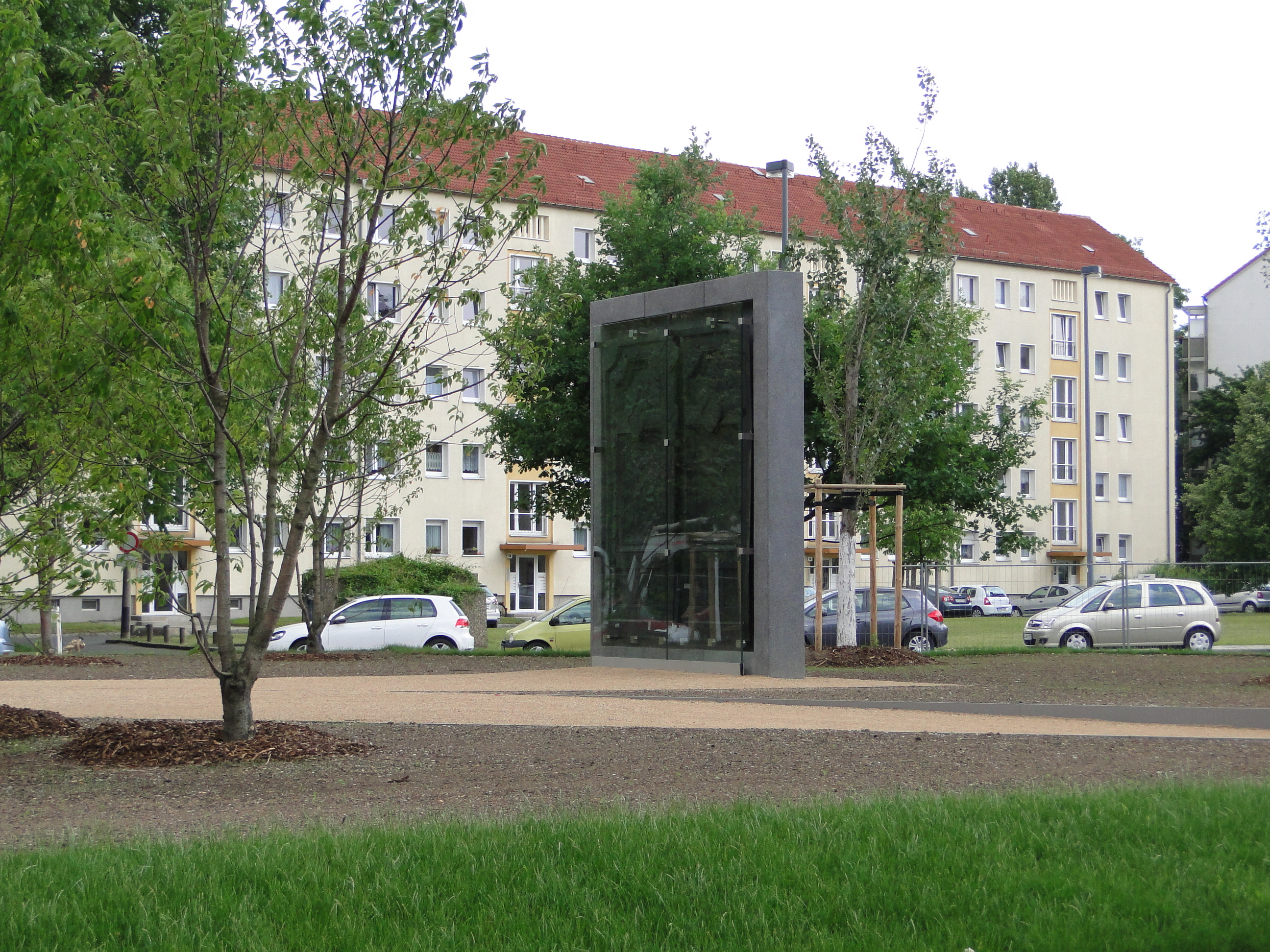
Tür des Hauptportals seit 2011 auf dem Wettiner Platz

Nach dem Abriss dehnte sich jahrzehntelang eine ungestaltete Grünfläche in diesem Teil des Wettiner Platzes aus. Erst im Jahr 2011 ließ die Landeshauptstadt Dresden durch das Landschaftsarchitekturbüro May den Platz neu gestalten. Die beiden reich verzierten Türflügel des Hauptportals, die 1947 geborgen wurden und sich zeitweilig in der Striesener Versöhnungskirche befanden, stehen seit 2011 wettergeschützt als Denkmal am früheren Ort der Jakobikirche und sind nun Bestandteil einer gestalteten Grünfläche, in der sich der Grundriss der Kirche erkennen lässt und die Anordnung der Bänke an das Kirchengestühl erinnert.